# Gottlieb Philip Geritus Dietrich von Normann
Gottlieb Philip Geritus Dietrich von Normann (14. juli 1749 på Lebbin, Rügen – 12. juni 1821 i København) var en dansk officer, bror til Adolph Christoph Adam von Normann.
Han var søn af Jürgen Ernst von Normann (død 1727) til godset Lebbin på Rügen. Moderen var født von Oldenburg. 1763 kom Normann som page til hertug Frederik af Glücksborg og blev 1769 dansk sekondløjtnant, men tiltrådte først i slutningen af 1772 tjenesten, nemlig ved Livgarden til Fods. Ved denne afdeling stod han nu i 37 år, men han har dog fra 1785 næppe forrettet tjeneste, thi da hertug Frederik Christian af Augustenborg det nævnte år kom til København, blev Norman kavaler hos ham, og i denne stilling forblev Normann til hertugens død 1814.
Imidlertid avancerede Normann, der 1803 blev kammerherre, i Hæren og blev 1789 karakteriseret major, 1794 kompagnichef, 1803 oberstløjtnant, 1809 oberst og chef for 3. jyske Infanteriregiment, 1810 generalmajor og 1813 chef for Danske Livregiment til Fods. 1816 stilledes han efter ansøgning à la suite med behold af sin hele gage. Han døde i København 12. juni 1821.
Normann, der 1777 fik dansk indfødsret, giftede sig 1795 med Louise Caroline Francisca Charlotte von Holstein (15. december 1770 – 1828), datter af general Adam Eggert von Holstein (i 2. ægteskab.